# Гриневский, Олег Алексеевич
Оле́г Алексе́евич Грине́вский (3 июня 1930, Москва, РСФСР, СССР — 5 февраля 2019) — российский и советский дипломат, профессор РГГУ и МГИМО, доктор исторических наук. Чрезвычайный и полномочный посол.

## Биография
В 1954 году окончил МГИМО МИД СССР.
В 1954—1957 годах — аспирант МГИМО.
В 1957—1958 годах — атташе Отдела международных организаций МИД СССР.
В 1958—1960 годах — третий секретарь Отдела международных организаций МИД СССР.
В 1960—1963 годах — второй секретарь Отдела международных организаций МИД СССР. В 1962 — секретарь специальной рабочей группы по Карибскому кризису.
В 1964—1978 годах — на ответственной работе в центральном аппарате МИД СССР, в 1965—1974 — заместитель заведующего отделом стран Ближнего Востока.
В 1978—1983 годах — заведующий Отделом стран Ближнего Востока МИД СССР.
В 1982—1983 годах — член Коллегии МИД СССР;
С 1983 года — посол по особым поручениям МИД СССР, руководитель делегации СССР на Стокгольмской конференции по мерам укрепления доверия и безопасности и разоружению в Европе (1984–1986).
С 1989 года — руководитель советской делегации на переговорах по обычным вооружениям и мерам укрепления доверия и безопасности в Европе в Вене.
С 22 октября 1991 года — чрезвычайный и полномочный посол СССР, а с 1992 года — Российской Федерации в Швеции.
С 19 июня 1997 года освобождён от должности в связи с выходом на пенсию.
Женат, имел трёх детей. Сыновья Александр и Сергей (доктор геолого-минералогических наук, профессор) — окончили геологический факультет МГУ им. М. В. Ломоносова, гидрогеологи.
Скончался 5 февраля 2019 года. Похоронен в Москве на Ваганьковском кладбище.

## Награды
- Орден Дружбы народов
- два ордена «Знак Почёта»
- Командор 1 класса ордена Полярной звезды (Швеция, 2009 год)[4]

## Дипломатический ранг
- Чрезвычайный и полномочный посол